# Crise de Abadã

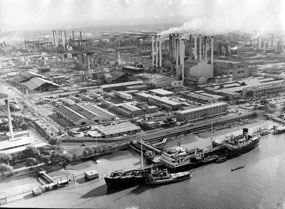
Anglo-Iranian Oil Company em Abadã

A Crise de Abadã ocorreu entre 1951 e 1954, depois que o Irã nacionalizou os ativos iranianos da Anglo-Iranian Oil Company (AIOC) e expulsou empresas ocidentais das refinarias de petróleo da cidade de Abadã.

## Prelúdio
A AIOC era o “ativo mais valioso no exterior" do Reino Unido e uma "fonte de orgulho nacional" dos britânicos na era pós-guerra de Clement Attlee e Ernest Bevin. Ainda mesmo nos "anos 1940 e início dos anos 1950, alguns altos oficiais britânicos ainda acreditavam que o petróleo persa era, na verdade, e com razão, petróleo britânico já que tinha sido descoberto pelos ingleses, desenvolvido pelo capital britânico e explorado através da habilidade britânica e engenhosidade dos britânicos."
Em contraste, o primeiro ministro iraniano Mohammad Mosaddegh acreditava que a concessão de 1933 ao AIOC pelo Irã era "imoral, bem como ilegal". Mosaddeq "desafiou todos os aspectos da presença comercial britânica no Irã". Os britânicos temiam que, se as políticas de Mosaddeq prevalecessem "nacionalistas por todo o mundo poderiam revogar concessões britânicas com impunidade."

## Nacionalização

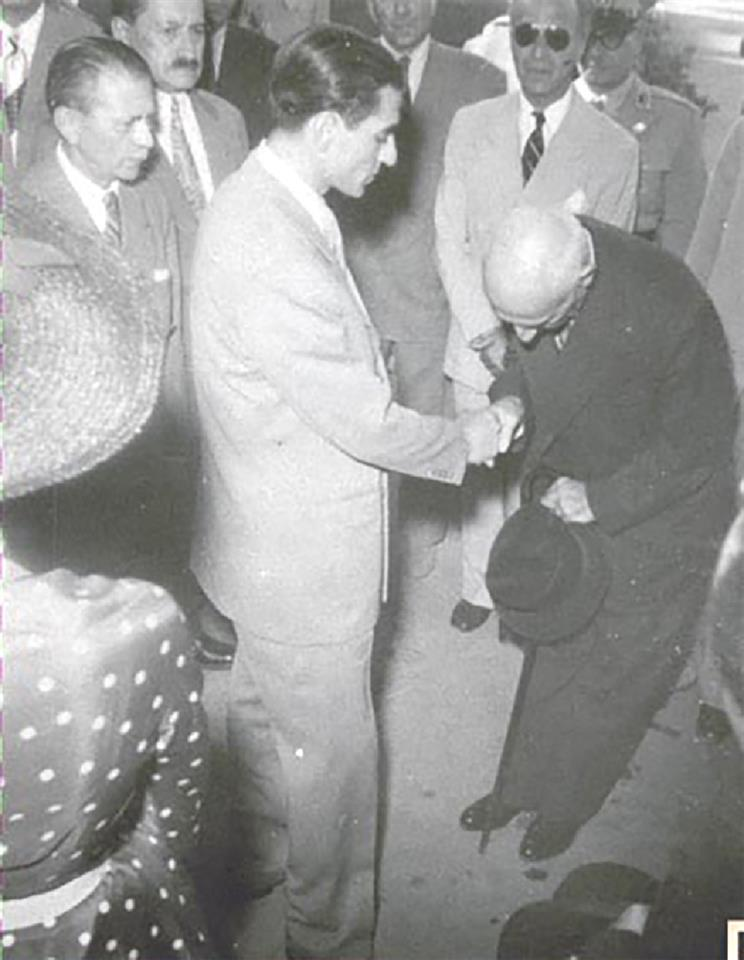
Primeiro-ministro Mohammad Mosaddegh apertando as mãos de Mohammad Reza Pahlavi

A AIOC foi nacionalizada pelo parlamento iraniano em março de 1951. No Irã isso foi extremamente popular e visto como um estancamento há muito esperado da sua riqueza nacional, que poderia então ser aproveitada para o combate à pobreza no Irã. Na Grã-Bretanha a nacionalização foi amplamente vista como uma violação intolerável de contrato ou roubo. Os emissários britânicos nos Estados Unidos após a nacionalização argumentaram que permitir que o Irã nacionalizasse a companhia petrolífera "seria amplamente considerado como uma vitória para os russos" e também "causaria uma perda de cem milhões  de libras por ano na balança de pagamentos do Reino Unido, assim, afetando seriamente o nosso programa de rearmamento e nosso custo de vida."
Navios de guerra britânicos bloquearam Abadã. Em 22 de agosto, o governo britânico impôs uma série de sanções econômicas contra o Irã. Foi proibida a exportação das principais  mercadorias britânicas, incluindo açúcar e aço, ordenado a retirada de todo o pessoal britânico dos campos de petróleo iraniano e praticamente um núcleo duro de cerca de 300 administradores de Abadã e bloqueou o acesso do Irã de suas contas de  moedas fortes em bancos britânicos. 
Após a retirada de trabalhadores britânicos no outono de 1951, os iranianos sentiram confiantes de que eles poderiam facilmente contratar técnicos não britânicos para conduzir a indústria e, em seguida, rapidamente treinar os seus próprios cidadãos para substituí-los. Infelizmente, isso não provou acontecer;  Estados Unidos, Suécia, Bélgica, Países Baixos, Paquistão e Alemanha Ocidental se recusaram a preparar seus técnicos disponíveis na indústria iraniana nacionalizada. Apenas a  Itália concordou, o que demonstra que a maioria dos países industrializados apoiaram a Grã-Bretanha em relação ao Irã na disputa da nacionalização."
Em julho de 1952, a Marinha Real Britânica interceptou o petroleiro italiano Rose Mary e forçou-a ao protetorado britânico de Aden por motivos de que o petróleo do navio era de propriedade roubada. A notícia de que a Marinha Real estava interceptando navios que transportavam petróleo iraniano assustou outros petroleiros e efetivamente encerrou as exportações de petróleo do Irã. 

## Golpe de Estado
O governo democraticamente eleito do Irã foi derrubado em 19 de agosto 1953, na sequência de um golpe de Estado orquestrado pelo Reino Unido e pelos Estados Unidos, o primeiro-ministro iraniano Mohammed Mossadegh foi deposto do poder. Durante o golpe, de codinome Operação Ajax, a CIA e o MI6 restauraram Mohammad Reza Pahlavi ao poder. Em agosto de 1954, a companhia foi criada sob o controle de um consórcio internacional. Inicialmente, as quotas de propriedade do consórcio propostas a ser divididas com as seguintes linhas: 40% a serem divididas igualmente (8% cada) entre as cinco principais companhias estadunidenses; a British Petroleum teria uma participação de 40%; a Royal Dutch / Shell  teria 14%; e a PCP, uma companhia francesa, receberia 6%. O Irã recebe agora 25% dos lucros, em comparação com 20% do tratado original com o AIOC. A Arábia Saudita e outros países exportadores de petróleo da região recebem até 50% dos lucros, em cooperação com as empresas petrolíferas norte-americanas, ao mesmo tempo. [carece de fontes?]